# Glenisla School Bridge
Die Glenisla School Bridge ist eine Fußgängerbrücke in der schottischen Ortschaft Kirkton of Glenisla in der Council Area Angus. 1971 wurde das Bauwerk in die schottischen Denkmallisten in der Kategorie B aufgenommen. Eine zusätzliche Einstufung als Scheduled Monument wurde 2015 aufgehoben.

## Geschichte
1821 wurde in Kirkton of Glenisla mit der neogotischen Glenisla Parish Kirk die neue Pfarrkirche der Gemeinde eröffnet. Um am gegenüberliegenden Isla-Ufer ansässigen Personen der Pfarrgemeinde Glenisla den Kirchenbesuch zu erleichtern, wurde die Glenisla School Bridge errichtet. Als Ingenieur wurde der in Dundee ansässige John Justice mit der Planung der 1824 fertiggestellten Brücke betraut.
Die jüngere Haugh of Drimmie Bridge, die bei Bridge of Cally den Ericht überspannt, wurde ebenfalls von Justice entworfen. In ihrer Konstruktion gleicht sie der Glenisla School Bridge, die Justice vermutlich als Vorlage nahm.

## Beschreibung
Die schmiedeeiserne Glenisla School Bridge überspannt den Isla am Westrand von Kirkton of Glenisla mit einer Länge von 18,9 Metern. Die Schrägseilbrücke ist an beiden Ufern mit gepaarten schmiedeeisernen Pylonen mit bogenförmigen Überwürfen ausgeführt. Die Pylonen sind mit Volutenornamenten bestückt, welche auch der lateralen Stabilisierung dienen. Jeweils drei Zugstäbe verankern die Pylonen im Grund. Jeweils vier Zugstäbe sind mit dem einen Meter breiten Brückendeck verbunden. Die längsten Stäbe beider Seiten treffen sich in der Brückenmitte. Das Brückendeck besteht aus Rippen aus Flacheisen, auf denen das Holzdeck eingelegt ist. Die Geländer sind aus schmiedeeisernen Bändern aufgebaut, die über Ständer am Brückendeck fixiert sind.